# 707
Năm 707 trong lịch Julius.

## Mất
- 8 tháng 7: Lý Trọng Tuấn, Hoàng thái tử nhà Đường trong lịch sử Trung Quốc, con trai của Đường Trung Tông Lý Hiển
- 7 tháng 8: Võ Tam Tư, đại thần, ngoại thích dưới thời nhà Đường và nhà Võ Chu
- 23 tháng 9: Giáo hoàng Gioan VII, Giáo hoàng thứ 86 của Giáo hội Công giáo Rôma
- 18 tháng 10: Thiên hoàng Monmu, Thiên hoàng thứ 42 của Nhật Bản